# The Battle of Los Angeles
Pour les articles homonymes, voir Battle of Los Angeles (homonymie).
Albums de Rage Against the Machine
Live and Rare Renegades
The Battle of Los Angeles est le troisième album du groupe Rage Against the Machine. Meilleur classement au US Billboard : no 1, et deux fois album de platine pour les ventes aux États-Unis. Comme le précédent, il est entré immédiatement en première place du Top-200 au Billboard magazine. 
Le titre de l’album The Battle of Los Angeles (en français « La bataille de Los Angeles ») fait référence aux émeutes de 1992 à Los Angeles.

## Pistes
1. Testify – 3:30
2. Guerrilla Radio – 3:26
3. Calm Like a Bomb – 4:59
4. Mic Check – 3:33
5. Sleep Now in the Fire – 3:25
6. Born of a Broken Man – 4:41
7. Born as Ghosts – 3:22
8. Maria –3:48
9. Voice of the Voiceless – 2:31
10. New Millennium Homes – 3:45
11. Ashes in the Fall – 4:36
12. War Within a Breath – 3:36
13. No Shelter – 4:06 (piste bonus dans le package japonais et australien).

## Membres du groupe
- Zack de la Rocha – Chant
- Tom Morello – Guitare
- Tim Commerford (y.tim.k) – Basse
- Brad Wilk – Batterie

## Singles
- Guerilla Radio - 1999
- Testify -  2000
- Sleep Now in the Fire -  2000
- Calm Like a Bomb -  2000

## Charts

### Album
| Year | Chart               | Position |
| ---- | ------------------- | -------- |
| 1999 | The Billboard 200   | #1       |
| 1999 | Top Canadian Albums | #1       |
| 1999 | Top Internet Albums | #1       |

### Singles
| Year | Single                | Chart                  | Position |
| ---- | --------------------- | ---------------------- | -------- |
| 1999 | Guerilla Radio        | Billboard Hot 100      | #69      |
| 1999 | Guerilla Radio        | Modern Rock Tracks     | #6       |
| 1999 | Guerilla Radio        | Mainstream Rock Tracks | #11      |
| 1999 | Guerilla Radio        | Canadian Singles Chart | #6       |
| 2000 | Sleep Now in the Fire | Modern Rock Tracks     | #8       |
| 2000 | Sleep Now in the Fire | Mainstream Rock Tracks | #16      |
| 2000 | Testify               | Modern Rock Tracks     | #16      |
| 2000 | Testify               | Mainstream Rock Tracks | #22      |

## Récompenses
- 2000 : Guerilla Radio, « Best Hard Rock Performance » aux Grammy Award